# 彼得·奥尔丁
彼得·奥尔丁（德語：Peter Ording，1976年12月22日—），德国男子赛艇运动员。他曾代表德国参加世界赛艇锦标赛，获得一枚金牌和一枚铜牌，均来自男子轻量级单人双桨项目。